# Wichitchai Raksa
Wichitchai Raksa (thailändisch วิชิตชัย รักษา, * 14. Juli 1989) ist ein thailändischer Fußballspieler.

## Karriere
Wichitchai Raksa stand bis Ende 2015 beim Saraburi FC unter Vertrag. Der Verein aus Saraburi, einer Stadt im Nordosten der Zentralregion von Thailand, spielte in der höchsten Liga des Landes, der Thai Premier League. Ende 2015 wurde der Verein aufgelöst. Nach der Auflösung unterschrieb er Anfang 2016 einen Vertrag beim Nongbua Pitchaya FC. Mit dem Verein aus Nong Bua Lamphu spielte er in der dritten Liga, der damaligen Regional League Division 2, in der Northern Region. Mit Nongbua wurde er Meister der Region und stieg in die zweite Liga auf. Mitte 2017 verpflichtete ihn Ligakonkurrent Songkhla United aus Songkhla. Anfang der Saison 2018 wurde der Verein für zwei Jahre gesperrt. Die Saison 2018 spielte er beim Drittligisten Ubon Ratchathani FC. Mit dem Verein aus Ubon Ratchathani spielte er in der dritten Liga, der Thai League 3, in der Upper Region. Ligakonkurrent Phrae United FC aus Phrae nahm ihn 2019 unter Vertrag. Mit Phrae wurde er Vizemeister und stieg in die zweite Liga auf. Für Phrae stand er elfmal zwischen den Pfosten. Nach dem Aufstieg verließ er Phrae und wechselte nach Khon Kaen. Hier schloss er sich dem Zweitligaaufsteiger Khon Kaen United FC an. In der Saison 2020/21 wurde er mit Khon Kaen Tabellenvierter und qualifizierte sich für die Aufstiegsspiele zur zweiten Liga. Hier konnte man sich im Endspiel gegen den Nakhon Pathom United FC durchsetzen und stieg somit in die zweite Liga auf. Nach der Saison wurde sein Vertrag nicht verlängert. Am 1. Juli 2021 schloss er sich dem Drittligisten Ubon Kruanapat FC an. Mit dem Verein aus Ubon Ratchathani spielte er in der North/Eastern Region der Liga. Nach einer Saison wechselte er im Sommer 2022 in die Northern Region. Hier schloss er sich dem Aufsteiger Rongsee Maechaithanachotiwat Phayao FC an.

## Erfolge
Nongbua Pitchaya FC
- Regional League Division 2 – North: 2016  ▲

Phrae United FC
- Thai League 3 – Upper: 2019 (Vizemeister)  ▲